# Asil Gomis
L'Asil Gomis és un edifici del municipi d'Agullana inclòs en l'Inventari del Patrimoni Arquitectònic de Catalunya.

## Descripció
Edifici aïllat situat a l'entrada del poble, de maó vist i sòcols de pedra granítica. L'actual façana ha perdut els elements de decoració modernista originals, però conserva una estructura que denota el seu estil inicial. Aquest consta de dos grans cossos units amb un pati interior que envolta tot l'edifici i dos pisos. La gran majoria de les parets exteriors de l'edifici són fetes en rajol vist. La teulada és a dues aigües. La primera planta s'arrenglera al voltant d'una habitació perfectament il·luminada per la llum solar. La resta són diferents estances. La part superior s'estructura al voltant d'una eixida que recorre tota la façana. A part de les habitacions, hi ha grans sales, amb il·luminació solar constant.
L'estat d'abandó de l'edifici des de 1969 ha portat al progressiu deteriorament de fusteries i interiors.

## Història
Fundat per mecenatge, l'asil Gomis passà més tard a la Diputació provincial de Girona que la dècada dels setanta ho clausurà.